# カール・ヴィスロフ
カール・フレドリック・ヴィスロフ（ノルウェー語: Carl Fredrik Wisløff、1908年12月3日 - 2004年6月25日）は、ノルウェーのルター派神学者である。

## 経歴
1908年、ノルウェーのドランメンで生まれ、サルプスボルグで育った。ヨーロッパで新正統主義神学が台頭してきた時代にあって、オスロ独立神学校でオーレ・ハレスビーやオラフ・ムーの元で神学を修め、牧師職についた。
第二次世界大戦中はナチス・ドイツに抵抗して牧師職を追われた。戦後母校のオスロ独立神学校に迎えられて、実践神学教授になり、実践神学と牧会史を担当した。さらに、教会史教授になり、特にマルティン・ルターの研究に取り組み、「聖餐論」によって世界に知られた。
国際福音主義学生連盟やヨーロッパ福音主義学生連盟の指導して、福音派の指導者として高い評価を受けた。1971年には、アムステルダム世界伝道会議でビリー・グラハムと共に講演をした。

## 家族・親族
- 従兄弟：ハンス・エワワルド・ヴィスロフ(Hans Edvard Wisløff)も神学者、著述家。

## 著作
- 『キリスト教教理入門』（1966年）
- 『説教のこころ』（1978年）
- 『マルティン・ルターの神学』（1984年）